# Bensonhurst
Bensonhurst er en forstad til New York City, New York, Amerikas Forenede Stater.
Det er kendt for at have en stor italiensk-amerikansk befolkning.
40°36′12″N 74°00′07″V / 40.603333333333°N 74.001944444444°V